# Синхронний електродвигун

Обертове магнітне поле утворюється з суми векторів магнітного поля трьох фаз обмоток статора.

Загальна назва "синхронна машина" охоплює синхронний електродвигун і синхронний генератор. Це, по суті, два різновиди синхронної електромашини. Генераторна дія виникає, якщо полюси поля «випереджають підсумковий магнітний потік повітряного зазору внаслідок руху первинного двигуна вперед». Моторна дія виникає, коли полюси поля "слідують за підсумковим потоком повітряного зазору" (біжучим обертовим магнітним полем статора).
Синхронний електродвигун — електродвигун змінного струму, в якому в усталеному режимі обертання вала синхронізовано з частотою струму живлення; період його обертання точно дорівнює цілій кількості циклів змінного струму.  

## Загальне
Основна галузь використання синхронних машин — як генератор на електростанціях. Доволі незвично застосовувати синхронні машини як електродвигуни. У тих випадках коли це відбувається, здебільшого мова йде про дуже маленькі розміри, а також вельми великі потужності (у кілька МВт — наприклад, Харківський електромеханічний завод виготовляє синхронні електродвигуни потужністю 800-2500 кВт, котрі застосовуються в перетворювальних пристроях екскаваторів та приводів інших механізмів і призначені для роботи від мережі змінного струму напругою 6 000-10 000 В).
Індукційний (асинхронний двигун) має простішу будову, є більш міцним та дешевшим. Причина, чому все ж обирається синхронна машина як електродвигун, може полягати ще й у тому, що потрібна постійна швидкість. Інше пояснення вибору, може стосуватися того, що вони мають менший пусковий струм і це в деяких випадках, бажано. Третьою перевагою щодо вибору синхронної машини, може бути її здатність виробляти реактивну потужність, тож  використовуватися для фазової компенсації. Дуже великі синхронні машини також можуть мати кращу ефективність, ніж асинхронні машини. Найбільші турбогенератори здатні мати ККД понад 98%, до якого більшість асинхронних машин навіть не наближаються.
Синхронні двигуни із самозбудженням, доступні потужністю від часток кінських сил до великих промислових розмірів. Синхронні двигуни потужністю у межах часток кінських сил, переважно використовуються там, де потрібна стала швидкість. Ці машини зазвичай працюють в аналогових електричних годинниках, таймерах та інших пристроях, коли вимагається точний час.
Синхронні двигуни промислової потужності виконують два важливі завдання. 
По-перше, це дуже діяльний засіб перетворення енергії змінного струму на механічну роботу. 
По-друге, він може працювати з випереджувальним або одиничним коефіцієнтом потужності, тобто забезпечувати корекцію коефіцієнта потужності електричної мережі: збільшуючи струм збудження ротора, можна досягти того, що обвитка статора припиняє споживати реактивний струм, отримуючи cos φ рівний одиниці. Оскільки струм збудження продовжує зростати, статор починає віддавати реактивний струм до мережі. Тож, все ще несучи механічне навантаження, синхронний двигун одночасно стає генератором реактивної потужності.
Синхронні компенсатори використовуються для регулювання реактивної дії (отже, і напруги) в електромережах. Взагалі — синхронний компенсатор, це синхронна машина, яка приєднана до електричної мережі і працює на холостому ходу, тобто без навантаження на ротор. Реактивна дія, викликана машиною, керується зміною струму намагнічування ротора. Але все-ж таки, для регулювання реактивної потужності в електромережі, ощадніше використовувати керовані батареї конденсаторів. Синхронні компенсатори все ще встановлюються в місцях, де потрібна підвищена стабільність, наприклад, на приймальному кінці лінії HVDC (високовольтна лінія постійного струму), де електромережа має низьку потужність короткого замикання, а струмові вентилі в інверторі виготовлені на тиристорах.
Конструктивно синхронний двигун, призначений для роботи в якості компенсатора, має більш легку механічну конструкцію та підвищений переріз обмотки збудження, яка призначена для постійної роботи в режимі перезбудження.

## Улаштування та спосіб дії
Здебільшого, якір у синхронних машинах розташовується на статорі, а на відокремленому від нього зазором роторі міститься індуктор. Отже синхронні електродвигуни мають багатофазні електромагніти змінного струму на статорі двигуна, які утворюють магнітне поле, котре обертається узгоджено з коливаннями мережевого струму. Ротор із постійними магнітами або електромагнітами обертається синхронно із полем статора з тією ж швидкістю, що забезпечується другим синхронізованим обертовим магнітним полем будь-якого двигуна змінного струму. Синхронний двигун називається з подвійним живленням, якщо він обладнаний багатофазними електромагнітами змінного струму з незалежним збудженням як на роторі, так і на статорі.

Як зазначено вище, поле в роторі створюється постійними магнітами (самозбудження — наприклад, намагнічений феритовий циліндр як ротор) або електромагнітним зовнішнім збудженням (у разі котушки збудження на роторі — живлення її відбувається через контактні кільця). Котушки статора, особливо у великих синхронних машинах, іноді живляться від перетворювачів частоти з відповідно керованим змінним струмом. Це означає, що можна створювати високопродуктивні приводи зі змінною швидкістю.

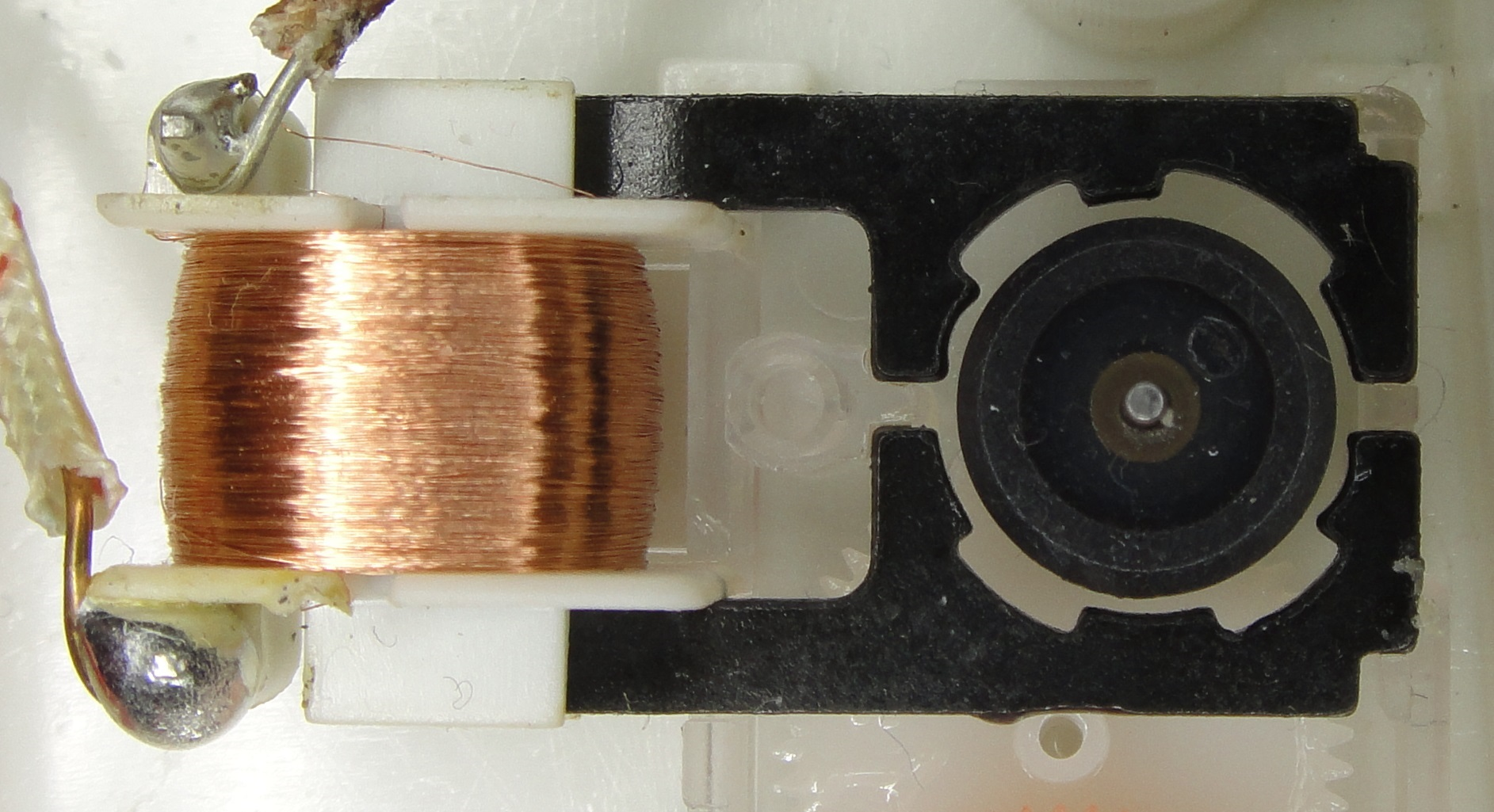
Маленький синхронний двигун, який використовується в аналогових годинниках. Ротор виготовлений з постійного магніту.

В усталеному режимі роботи, синхронні двигуни не проковзують. Під навантаженням, магнітне поле ротора відстає від магнітного поля статора на певний кут (кут ротора), який збільшується зі збільшенням навантаження на валу. Однак це можливо лише до певного найбільшого моменту, коли кут становитиме 90°. Якщо крутний момент навантаження перевищує цей тяговий момент, ротор зупиняється.
Одразу після вмикання двигуна, обертове поле статора негайно обертається з синхронною швидкістю. Однак важкому (або механічно навантаженому) ротору потрібен деякий час для пришвидшення через притаманний йому момент інерції. Через це, синхронний двигун потребує допомоги під час запуску, наприклад — пускову клітку. Це короткозамкнена клітка в роторі, завдяки якій двигун, як і трифазна асинхронна машина, розганяється до синхронної швидкості. Коли ротор майже досягає синхронної швидкості, вмикається струм збудження обвитки ротора, отже ротор втягується в обертове поле статора.
Напрямок обертання синхронного двигуна визначається обертовим полем статора. Для зміни напрямку треба поміняти аби-які дві фази місцями.
Будь-який синхронний двигун із постійними магнітами на роторі, також може працювати як синхронний генератор. Прикладом є генератори змінного струму для велосипедів і мотоциклів. Синхронні машини із зовнішнім збудженням використовуються на електростанціях, в електрогенераторах і як автомобільні генератори змінного струму.
Синхронні двигуни можуть працювати як від однофазного змінного струму, так і від трифазного струму. Рідше зустрічаються і двофазні синхронні двигуни (наприклад, зварювальні електромашинні пристрої).

## Застосування, переваги і вади
Синхронний двигун і асинхронний двигун є найбільш широко вживаними типами двигунів змінного струму, зокрема в сучасних електромобілях. Різниця між двома різновидами полягає в тому, що синхронний двигун обертається зі швидкістю, відповідною частоті мережі, оскільки він не покладається на індукцію струму для створення магнітного поля ротора. Навпаки, асинхронний двигун потребує ковзання: ротор має обертатися трохи повільніше, ніж чергування змінного струму, щоб індукувати струм в обвитці ротора. Невеличкі синхронні двигуни застосовуються в системах синхронізації — в приладах, магнітофонах і точних сервомеханізмах, в яких двигун повинен працювати з точною швидкістю; точність швидкості – це частота лінії електропередач, яка ретельно підтримується у великих взаємопов’язаних мережевих системах електропостачання. 

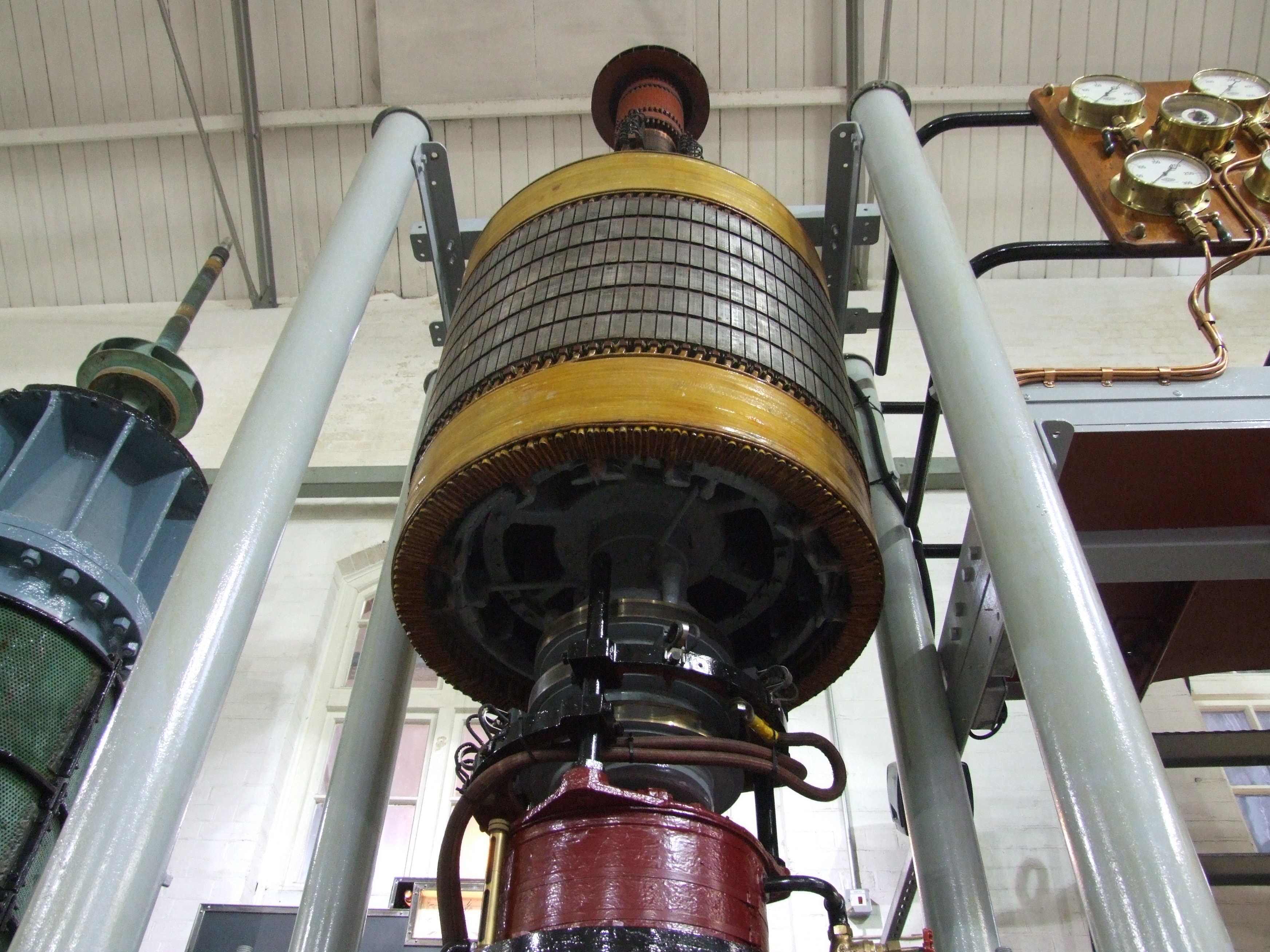
Ротор величезного водяного насоса. Під барабаном ротора можна побачити контактні кільця.

Однією з переваг синхронних двигунів порівняно з комутованими двигунами постійного струму є те, що в них немає комутатора, який пропускає робочий струм, адже на ротор за допомогою контактних кілець, повинна передаватися лише значно менша потужність збудження; у синхронних двигунів з постійним збудженням (магнітами), контактні кільця взагалі відсутні. Це позбавляє від зносу щіток і підвищує ефективність. 
Перевагою синхронного двигуна порівняно з асинхронним двигуном, є жорсткий зв'язок швидкості і кутового положення, з робочою частотою. Завдяки цьому, синхронні двигуни придатні для приводів та інших застосувань, де потрібна стала швидкість незалежно від навантаження на валу. Водночас, синхронні двигуни з постійними магнітами є більш компактними та ефективними, ніж асинхронні машини, особливо стосовно менших розмірів. Робота із зсувом фаз, також можлива з трифазним синхронним двигуном. Вадою, є більш важкий самозапуск від трифазної мережі. Один із способів уникнути цього недоліку — встановити додаткову короткозамкнену клітку в ротор, щоби двигун міг запускатися як асинхронний.
Типовими для синхронних двигунів є небажані механічні крутильні коливання ротора, які можуть виникати через нерівномірне навантаження або підведення струму. Вони здатні призвести до перевищення моменту перекидання та створення нерівномірного крутного моменту. Їх можна уникнути за допомогою коротко замкнених обвиток (обмотки короткого замикання або демпферні обвитки навколо полюсів ротора). Положення ротора зазвичай записується для роботи перетворювача.

## Характеристики

### Синхронна швидкість
Задана синхронна швидкість двигуна:
в обертах за хвилину, дорівнює:
{\displaystyle N_{s}=60{\frac {f}{P}}=120{\frac {f}{p}}}
в радіанах за секунду, буде:
{\displaystyle \omega _{s}=2\pi {\frac {f}{P}}=4\pi {\frac {f}{p}}}
де:
- {\displaystyle f} це частота змінного струму живлення в Гц,
- {\displaystyle p} це кількість магнітних полюсів,
- {\displaystyle P} це кількість пар полюсів, {\displaystyle P=p/2}.

### Момент і потужність синхронної машини
Крутний момент трифазної синхронної машини з гладким ротором можна розрахувати за співвідношенням:
{\displaystyle M={\frac {3}{\omega _{s}}}{\frac {UE}{X_{d}}}\sin \delta }
де:
- M — момент сили синхронної машини

Крива моменту сили синхронного електродвигуна

- ωs — синхронна механічна кутова швидкість ротора
- U — напруга на клемах машини
- E — внутрішня індукована напруга, яку створює струм збудження
- Xd — синхронний реактивний опір статора
- sin δ — кут навантаження, тобто кут між векторами напруги U і E, або кут між полюсом ротора та магнітним полем у повітряному проміжку

Зі збільшенням моменту сили збільшується кут навантаження. Найбільше значення кута навантаження δ для машини з гладким ротором становить 90° (sin δ = 1), у разі подальшого збільшення кута навантаження, машина виходить із синхронного режиму (ротор більше не обертається синхронно з обертовим полем статора). Якщо таке становище утворилося, машину треба негайно відімкнути від мережі. 
Потужність машини можна легко визначити за допомогою співвідношення для крутного моменту.
{\displaystyle P=M\omega _{s}=3{\frac {UE}{X_{d}}}\sin \delta }
Номінальна напруга вище для машин більшої потужності. Генератори змінного струму використовують напругу 6,3 кВ для машин потужністю приблизно до 50 МВт, тоді як найпотужніші генератори (1000 МВт) зазвичай розраховані на 24 кВ.

### Коливання ротора
Розгойдування ротора — явище, викликане динамічною зміною навантаження синхронного електродвигуна або генератора. Величина коливання прямо пропорційна величині динамічної зміни навантаження. Для врівноваження розгойдування синхронних машин, використовують так звані амортизатори. Здебільшого це мідні кільця, розташовані на торцях ротора, котрі з'єднують окремі полюси ротора синхронної машини. Під час пуску амортизатори також служать для більшого розсіювання магнітного потоку і для кращого відведення тепла, накопиченого впродовж пуску синхронної машини.